# José Luis Vallejo Marchite
José Luis Vallejo Marchite (Fustiñana, Navarra, 30 de septiembre de 1932) es un poeta español y Hermano Marista; ejerció la docencia como profesor de Lengua y literatura españolas.

## Biografía
Nació en Fustiñana (Navarra)el 30 de septiembre de 1932. Hijo de Casimiro Eugenio y de Victoriana. Huérfano de padre desde agosto de 1936, estudió sus primeras letras en la escuela de su pueblo natal, recuerdo que plasmará en uno de sus poemas:
Detrás de la ventana
me he visto desgranando, uno a uno,
los días de mi infancia.
He vuelto a la escuela
como si regresara de la vida.
Don Eduardo, el maestro, me ha prestado
un libro muy hermoso, porque sabe
que es muy alto el dolor
que aún llevo enredado
como tela de araña…
La calle donde el poeta vivió su infancia, en su villa natal, llevará su nombre: calle Hermano José Luis Vallejo.

### Formación Marista
El 8 de diciembre de 1944 ingresa en la casa de formación de los Hermanos Maristas de Arceniega (Álava) donde cursa los estudios de bachillerato. En 1948 hace el noviciado en Villafranca(Navarra) y, al año siguiente, 1949, profesa en la Congregación de los Hermanos Maristas y cambiará su nombre civil – como era costumbre y obligación en esa época- por el nombre de religión: “Hermano Eugenio José”, si bien, sus compañeros y hermanos de congregación prefieren dirigirse a él con el apelativo cariñoso de Ciclón por su atlética habilidad en la portería de fútbol.
Los tres cursos siguientes, de 1949 a 1951, reside en la casa de formación de Castilleja de la Cuesta (Sevilla) donde realiza los estudios de magisterio. Fueron años de preparación para ser docente.

### Docencia
El primer día de septiembre de 1951 se estrena como educador marista en el colegio que la congregación tiene en Murcia, La Merced- Sucursal, siendo ayudante de la 1ª Clase. El poeta Eloy Sánchez Rosillo es uno de sus primeros alumnos. Diez años más tarde pasa al colegio de Maristas de Cartagena (1961-1966) donde -entre otros, tiene de alumno al escritor y académico, Arturo Pérez-Reverte. En la segunda mitad de los años sesenta se licencia en la Universidad de Murcia en Filología románica que en aquella época contaba con profesores de la talla de Baquero Goyanes, Muñoz Cortés, Luis Rubio y otros grandes maestros.  A partir de este momento, ejerce de profesor de Lengua y literatura españolas y también de latín, materias que ya no dejará de impartir hasta su jubilación como docente. En 1969 es trasladado al colegio de Maristas de Valencia  donde es profesor de Lengua española en COU durante 10 años. En la década de los años ochenta vive en A Coruña y trabaja en el colegio de los Maristas de la ciudad (1980/88). Desde 1989hasta su retirada de las aulas ejerce en el colegio Sagrado Corazón de Maristas de Alicante.
Fruto de esos largos años de experiencia docente fueron los textos escolares que publicó de la asignatura Lengua y literatura española para cursos de secundaria, doce de ellos, en colaboración con otros colegas.
En la Universidad Champagnat en Lima (Perú) participó durante nueve años como profesor invitado impartiendo clases de Literatura Europea e Historia de la Lengua, publicando el “Estudio del soneto "Esta Luz de Sevilla" de Antonio Machado” en una de sus revistas universitarias.

## Producción literaria: la poesía vallejiana
Su pasión por la poesía se traduce en unos sesenta títulos, todos ellos publicados. Mantiene una línea de alta calidad artística en su prolífica producción poética. Su obra combina profundidad temática y un dominio técnico sobresaliente, abordando la existencia desde múltiples perspectivas: el amor humano y divino, la búsqueda espiritual y la experiencia de vivir.Aunque cultiva el soneto tradicional (ha escrito cerca de 500), también ha explorado formas libres y la llamada "poesía de la experiencia" que utiliza un lenguaje sencillo y temas cotidianos. 
Su primera obra escrita con tan solo 18 años (1951) y publicada con el título de Adelantado Otoño fue reeditada en la publicación Memorial de la Espuma del año 2000. 

## Temas de su poesía
Toda la obra poética se podría agrupar en tres temas principales:  El Amor, Dios y lo humano.

### El amor.[21]
- Estilo: Poesía lírica y de la experiencia.
- Características: Representa al amor como un "eterno femenino", donde la alegría, la insatisfacción, y la humanidad son temas recurrentes.
- Libros destacados:
  - Canciones: Un cancionero neopopular que abarca el ciclo del amor en sus distintas estaciones: encuentro, pérdida, y nostalgia.
  - Octavarios de amor: Aborda el proceso amoroso desde el encuentro hasta la afirmación.
  - Aquel cálido invierno: Refleja la ausencia y la renovación del amor.

### Dios.[21]
- Estilo: Poesía religiosa y mística, que combina expresiones de religiosidad interior y exterior.
- Características: Explora la relación entre el ser humano y lo divino, combinando búsqueda, entrega, y anhelo espiritual.
- Libros destacados:
  - Cántico: Inspirado en San Juan de la Cruz, utiliza el soneto para transmitir experiencias místicas.
  - Retablo de Navidad II: Ciclo neopopular sobre la Natividad con baladas y villancicos.
  - A pesar de todo: Combina la religiosidad existencial con reflexiones sobre las dudas y certezas espirituales.
  - En 1979 publica Oscura Presencia:  La edición la realizará junto con el grabador flamenco Jozef Bossaert[22] siendo una obra bibliófila[23] del Open Atelier Westerhelling de Países Bajos.

### El hombre.[24]
- Estilo: Poesía de la experiencia y realismo existencial.
- Características: La vida cotidiana, los paisajes urbanos, y las emociones humanas son el núcleo de su obra sobre el hombre. La poesía elegíaca también resalta la nostalgia y la memoria del pasado.
- Libros destacados:
  - Cuadernos del aire: Retrato de las estaciones del alma con un lenguaje depurado y transparente.
  - Regreso a la Arcadia:[25] Una obra elegíaca que evoca la infancia[20] como un paraíso perdido.
  - Mientras arden los días: Reflexiona sobre la cotidianidad y el paso del tiempo

## Características e influencias
A través del silencio, el poeta Vallejo reconoce que éste puede decir más que las palabras, por eso se deben leer sus poemas en silencio para sentir su profundidad y significado. José Antonio Molina-Niñirola afirma de la poesía vallejiana:
Él escribe por la urgencia interna de expresar aquello que, como ascuas, le quema las entrañas. Así de sencillo. Solo arderá aquél cuyo entramado del ser esté hecho de materiales semejantes a los del poeta. Y este incendio será nuevo en quien lo lea. No será una réplica... porque cada experiencia de Dios es radicalmente novedosa
Lo más bello de la poesía de Vallejo es que, como los buenos poetas, escribe con imágenes que por esencia son siempre polisémicas y sugieren al mismo tiempo miles de mundos y formas. Ya el título del presente libro, VALS DEL ÚLTIMO CREPÚSCULO,  es un canto a la polisemia y a la ambigüedad, que deja las palabras abiertas, revoloteando en el aire, buscando qué significar y dónde posarse.
Algunos críticos lo han inscrito en un movimiento literario que el profesor Florentino Martínez Ruiz denominó el “nuevo mester de clerecía":
El poeta expresa su fe religiosa a lo largo de multitud de poemas, y su visión sobrenatural del mundo queda plasmada sin recurrir a una beatería ñoña. Pertenece, de pleno derecho, a ese grupo que, en el último cuarto del siglo xx, un grupo de sacerdotes marcados por una sólida formación humanística, asiduos lectores y rigurosos literatos, cultos e incardinados en las preocupaciones de su tiempo, alejados de la tópica figura del cura de misa y olla con aficiones literarias…”
En 2024 recoge en una nueva edición toda la poesía religiosa escrita entre 1978 y 2013. La edición está prologada por el profesor Ramón Emilio Mandado:
No se busque la relevancia que tiene el despliegue y evolución de la poesía religiosa de José Luis Vallejo en los temas que aborda, ni en la sucesión de estados espirituales o psicológicos que nos traslada, ni en la doxología teológica que sostiene, ni en la digestión de usos litúrgicos y piadosos que alimentan cada poemario…. … ni menos aún en el elenco de influencias literarias y estéticas que pone de manifiesto, sino de modo más sutil en la creciente libertad con la que el poeta expresa todo ello….  Digamos que con sus versos el poeta se asoma a sus más íntimos laberintos con la honestidad del librepensador que no teme correr el riesgo de equivocarse… Tal empeño, humano, demasiado humano, es además religioso porque constantemente vuelve del revés el mediocre envoltorio que a menudo reviste la rutina doctrinal, devocional o litúrgica, incluso porque no renuncia a vivir lo invivible..
La académica Clara Janés agradeciéndole la dedicatoria de la obra poética Hacia la transparencia, le escribe:
Usted ha vivido una experiencia semejante a la mía, una revelación poética que le ha impulsado a dar voz a lo que late en su interior.  Mil gracias por la dedicatoria y por toda la belleza y hondura que contiene que en algún momento me hace sonrojar pues ya lo sabe: “un poema es un don” -frase de Holan que también puede interpretarse: “el poema es dar”. En cualquier caso, es recepción y entrega, y viene cuando viene.
Vallejo reconoce que en su obra tuvieron, al menos inicialmente,  una gran influencia los poetas Antonio Machado, Juan Ramón Jiménez, Federico García Lorca y sobre todo, Luis Rosales.  Para ser poeta, dejó dicho en la conferencia que impartió el 15 de noviembre de 2024 sobre su trayectoria literaria, es esencial saber saber mirar, no solo ver.

## Dos Sonetos
Dos ejemplos de los más de 500 sonetos escritos y publicados por el autor:

### ESTE OSCURO SILENCIO[37]
Este oscuro silencio. Y esta pena.
Y este andar por el gozo sin sentirlo.
Y esta manera tonta de decirlo.
Y este vivir inmerso en la gangrena.
Y este ir y venir como en cadena
por la orilla del mar y atribuirlo
a tu oscuro silencio. Y maldecirlo.
Y esta voz que me absuelve y te condena.
Trozo de soledad es lo vivido
por lo encontrado y por lo perdido
en mis largas jornadas sin testigos.
Trozo de soledad lo que me queda
por recorrer aún mientras se enreda

tu silencio sangrando entre mis trigos.

### SIGUES SIENDO MI SUEÑO[38]
Sigues siendo mi sueño, amor perdido,
mi soledad y mi dolor remoto,
el grito que me grita que está roto
y dado sin remedio ya al olvido.
Entre las ruinas de mi pecho herido,
la angustia, ese mordisco del que noto
si no las dentelladas sí el ignoto
y amargo llanto por tu amor vertido.
La vida se me está yendo a pedazos,
náufrago en este caso de tus brazos,
en fiera lucha para no perderte
cuando soy presa de esa gran locura
a punto de sufrir la picadura

del alacrán oscuro de la Muerte.

## Obras publicadas
- Adelantado otoño (1951),
- Errante por el tiempo (1976),
- La palabra tardía (1977),
- Regreso a la memoria (1977),
- Oscura Presencia, editado por OPEN ATELIER DE WESTERHELLING, 1979, publicado en Países Bajos.
- Viacrucis (1995),
- Tiempo de luz y de sombra (1996),
- Canciones de otoño (1997),
- La memoria encendida (1997),
- Octavarios de amor (1998),
- Al aire de tu vuelo (1999),
- La recobrada (1999),
- Aquel cálido invierno (2000),
- Memorial de la espuma (2000),
- El humo dormido (2001),
- Regreso a la arcadia (2001),
- Cuadernos del aire (2003),
- Canciones a Marta (2004),
- Retablo de Navidad (2008),
- Andante Mediterráneo (2009),
- A pesar de todo (2010),
- Y sin embargo tú (2011),
- Cántico, sonetos de amor a lo divino (2011),
- Alamedas del alma. Primera parte y Segunda parte (2014),
- La palabra era de Dios (2015),
- Libro de horas (2015),
- Palabras mojadas (2015)
- Hacia la transparencia (2019)
- 101 Sonetos (2021)
- Vals del último crepúsculo (2022)
- Contemplación de la Memoria (2023)
- Poesía Religiosa (2024)
- Cuando la luz se duerma (2024)